# Chlorophorus alni
Chlorophorus alni är en skalbaggsart som beskrevs av Holzschuh 1982. Chlorophorus alni ingår i släktet Chlorophorus och familjen långhorningar. Inga underarter finns listade i Catalogue of Life.